# Dja-et-Lobo
Le Dja-et-Lobo est un département du Cameroun situé dans la région du Sud. Son chef-lieu est Sangmélima.

## Histoire
Région créée en 1951 par détachement des subdivisions de Sangmélima et de Djoum de la région du Ntem, elle devient département en août 1959.

## Arrondissements et communes
Le département est découpé en 8 arrondissements et/ou communes :
| COG    | Communes    | Chef-lieu   | Superficie (km²) | Population (2005) |
| ------ | ----------- | ----------- | ---------------- | ----------------- |
| SU0201 | Sangmélima  | Sangmélima  | 1 936            | 82 513            |
| SU0202 | Djoum       | Djoum       | 5 442            | 18 050            |
| SU0203 | Bengbis     | Bengbis     | 2 254            | 13 075            |
| SU0204 | Zoétélé     | Zoétélé     | 1 087            | 30 583            |
| SU0205 | Meyomessala | Meyomessala | 2 770            | 6 923             |
| SU0206 | Oveng       | Oveng       | 1 782            | 6 007             |
| SU0307 | Mintom      | Mintom      | 4 064            | 6 130             |
| SU0206 | Oveng       | Oveng       | 1 782            | 6 007             |
| SU0208 | Meyomessi   | Meyomessi   | 1 241            | 9 227             |

## Préfet
David Koulbout Aman (depuis le 30 septembre 2016)
OWONO DAMIEN DEPUIS LE 18 DÉCEMBRE 2020

## Chefferies traditionnelles
Le département du Dja-et-Lobo compte deux des trois chefferies traditionnelles de 1er degré de la région Sud :
- Chefferie Bulu de Bengbis, arrondissement de Bengbis
- Chefferie Ndou-Libi, arrondissement de Sangmélima

Il couvre 46 parmi les 107 chefferies traditionnelles de 2e degré de la région Sud, dont les territoires ne peuvent s'étendre au-delà de l'arrondissement.

### Sources
- Décret n°2007/115 du 13 avril 2007 et décret n°2007/117 du 24 avril 2007